# Hey Violet
Hey Violet (antes Cherri Bomb) es una banda estadounidense de rock formada en Los Ángeles. Fue fundada en 2008 por Julia Pierce. En 2011 la banda firmó con la discográfica Hollywood Records. El nombre original de la misma viene de un libro llamado «Cherry Bomb: The Ultimate Guide to Becoming a Better Flirt, a Tough Chick, and a Hotter Girlfriend — and to Living Life Like a Rock Star» («Cherry Bomb: La guía definitiva para ligar mejor y convertirse en una chica dura y una novia más sexy, también para vivir la vida como una estrella del rock»), de la periodista y escritora Carrie Borzillo.
Sacaron su primer EP (como Cherri Bomb) llamado Stark el 18 de octubre de 2011 y su primer álbum, «This Is The End of Control» el 15 de mayo de 2012.

## Historia
Formada en 2008. Cherry Bomb fue fundada por la guitarrista Julia Pierce a los 11 años, quien quería crear una banda de rock femenina al mudarse a California. Poniendo carteles por Los Ángeles y buscando en línea, encontró a Nia Lovelis (batería) y a Miranda Miller (guitarra), pero seguían necesitando un bajista. La hermana de Nia, Rena Lovelis, se unió al grupo después de aprender a tocar el bajo. Después de que Julia saliera de la banda en el 2013, fue reemplazada por Casey Moreta y, cuando Rena Lovelis decidió abandonar su bajo por un micrófono y una cabellera rosada, se unió temporalmente Iain Shipp quien abandonó la banda a finales de 2019.
Según Pierce: 

Pasamos de ensayar una vez o dos veces cada fin de semana a estudiar en casa y ensayar todos los días. También pasamos de tocar covers en una tienda de música muy pequeña a tocar en el Reading Festival and Soundwave Festival de Australia.

El 14 de junio de 2011 firmaron para Hollywood Records. Lanzaron su primer EP «Stark» el 18 de octubre de 2011.
La banda ha sido telonera de grupos de rock como Filter, Camp Freddy, Foo Fighters, Smashing Pumpkins, Bush, Staind, y Steel Panther

. También han tocado en festivales europeos incluyendo «T in the Park», «Oxegen», «Sonisphere» y «Reading and Leeds». En febrero de 2012 tocaron en el Soundwave Festival en Australia, y abrieron para Bush and Staind.
Sacaron su primer álbum «This Is The End of Control» el 15 de mayo de 2012, el cual ha estado en el puesto 24 del Billboard’s Top Hard Rock Albums y en el puesto 11 de Top Heatseekers. En el verano del 2012 tocaron en el Warped Tour.
La canción Shake The Ground está incluida en el soundtrack de la película "The Avengers".
En el año 2015, Hey Violet (ahora bajo ese nombre) sacó su primer EP llamado I Can Feel It y en 2016 lanzaron al mercado su segundo EP llamado Brand New Moves. Ninguno de estos EP han tenido demasiado éxito en el mercado musical y muestran conceptos demasiado diferentes a los de Cherri Bomb, conteniendo mensajes más apegados a los adolescentes o universitarios.
El 25 de marzo de 2015 la banda anunció en todas sus redes sociales que habían firmado un contrato con Hi Or Hey Records (productora musical creada por 5 Seconds of Summer).
El 16 de junio de 2017, la banda lanza su primer álbum bajo Hey Violet, titulado "From The Outside".
El 31 de agosto de 2017, Hey Violet anuncia que la guitarrista y vocalista Miranda Miller abandonará la banda. 
Anunció su salida de la banda a través de las redes sociales del grupo, afirmando que la gira se había vuelto "agotadora". [20]

## Partida de Julia Pierce, y un nuevo comienzo
El 23 de enero de 2013, Cherri Bomb da un comunicado en el cual se expresa, que Julia Pierce, fundadora y guitarrista principal, abandonaría la banda. Los motivos no fueron dados al público, quedando solo entre Julia y los miembros restantes de la banda. Debido a esto, la banda perdió su contrato con su discográfica (Hollywood Records) y su mánager Samanta Maloney (Hole, Motley Crue, Eagles of Death Metal) decidió renunciar. Casey Moreta sería el actual reemplazo temporal de Julia. Pero luego de varias audiciones la banda decidió quedarse permanentemente con él.

## Giras
• 2012: Warped Tour
• 2015: Rock Out with Your Socks Out Tour (como teloneros de 5 Seconds of Summer)
• 2016: Sounds Live Feels Live (como teloneros de 5 Seconds of Summer)

## Miembros

### Miembros actuales
- Nia Lovelis (1 de enero de 1997) – Batería, percusión, piano, voz de apoyo (2008-presente), teclados, sintetizador (2019-presente).
- Rena Lovelis (6 de abril de 1998) – Vocalista líder (2013-presente), bajo (2008-2016, 2019-presente), voz de apoyo (2008-2013).
- Casey Moreta (27 de octubre de 1995)– Guitarra líder, voz de apoyo (2013- presente), guitarra rítmica (2017-presente).

### Miembros anteriores
- Julia Pierce – Guitarra solista, vocalista líder (2008-2013).
- Miranda Miller – Guitarra rítmica, teclados, voz de apoyo (2008-2017).
- Iain Shipp – Bajo, sintetizador (2016-2019), teclados (2017-2019).

## Discografía

### Álbumes
«This Is The End of Control» (2012)
«From The Outside» (2017)

### EP
Stark - Cherri Bomb (2011)
I Can Feel It - Hey Violet (2015)
Brand New Moves - Hey Violet (2016)
(Sencillos)
Better By Myself - Hey Violet (2019)
Queen Of The Night - Hey Violet (2019)
Close My Eyes - Hey Violet (2019)
Clean - Hey Violet (2019)

## Premios y nominaciones
| Año  | Premio                    | Categoría                  | Resultado |
| ---- | ------------------------- | -------------------------- | --------- |
| 2016 | Teen Choice Awards        | Next Big Thing             | Ganadores |
| 2017 | iHeart Radio Music Awards | Mejor Banda de Alternativo |           |